# Anne-Pierre de Kat
Anne-Pierre de Kat, né le 1er mai 1881 à Delft aux Pays-Bas et mort le 25 juillet 1968 à La Frette sur Seine (Val-d'Oise), est un artiste peintre belge.

## Biographie
Issu d’un milieu de notables, protestants et austères, il étouffe très vite dans cette atmosphère puritaine.
Après des études à l’Académie royale de La Haye, il s’inscrit à Gand à la classe de sculpture de Van Biesbroek, puis à l’Académie royale de Bruxelles d’où il sortit en 1902 en même temps que son ami Rik Wouters.
Après avoir pratiqué et exposé comme statuaire à la Galerie Boute à Bruxelles, il se consacre entièrement à la peinture et se fixe définitivement en Belgique où toute sa carrière devait désormais se dérouler.
Il participe, dès l’avant-guerre, aux manifestations des différents cercles d’art bruxellois ainsi qu’aux salons triennaux (La Libre Esthétique, Salon des indépendants…). En 1913, il expose chez Giroux avec les « Bleus de la G.G.G » en compagnie de Jean Brusselmans et d'Edgard Tytgat.
Engagé volontaire le 3 août 1914, il fait toute la campagne dans l’armée belge. Blessé en 1914 et évacué en Angleterre, il rejoint l’armée de campagne en avril 1915 et y reste jusqu’à ce que, en 1918, sur demande de S.M. la Reine Élisabeth, il soit muté à la Section artistique de l'armée belge en campagne, à La Panne et c’est en 1920 qu’il obtient la grande naturalisation belge.
Poursuivant sa carrière artistique avec succès, Anne-Pierre de Kat expose régulièrement dans les galeries les plus en vogue de Bruxelles et autres villes de Belgique (Galerie Giroux, Galerie Manteau, Le Centaure, etc.). Il prend part à tous les Salons triennaux et aux grandes expositions d’ensemble.
- 1922, il est élu membre correspondant de la Société royale des Beaux-Arts et expose depuis cette date, régulièrement, aux Salons d’Automne et des Indépendants à Paris.
- 1938 : nombreuses acquisitions par l’État Belge.

Anvers-Les Contemporains : acquisition simultanée de la « Jeune femme à la voilette » pour le Musée d’Art moderne de Bruxelles et du « Peintre au chapeau gris » pour le Musée d’Anvers.
- 1939 : lauréat du Prix national des Beaux-Arts avec un paysage de neige (Musée d’Ixelles)
- Participe aux expositions internationales organisées par l’État belge : Rijksmuseum d’Amsterdam en 1946, Unesco à Paris, Élisabethville, etc.
- Expose régulièrement chez Giroux, au Palais des Beaux Arts, Galerie Apollo et Breughel, etc.
- 1946 : lauréat du Prix Auguste Oleffe.
- 1947 : lauréat du Prix du Portrait, décerné par l’Académie des Sciences et des Lettres pour le portrait de Pierre Paulus, acquis par la suite par le Musée de Charleroi.
- 1950 : installation à Paris et dans la région parisienne avec sa famille, où il séjourne jusqu’en 1968.
- Juillet 1968 : décès de l’artiste dans son pavillon de la banlieue à La Frette sur Seine commune du Val-d'Oise, célèbre car de nombreux peintres y ont séjourné et peint la contrée.

Quelques semaines avant sa mort, l’annonce de sa promotion au titre de Commandeur de l’Ordre de la Couronne vint mettre un terme à sa carrière d’artiste.